# War Is the Answer
War Is the Answer — другий студійний альбом американського хеві-метал гурту «Five Finger Death Punch», представлений 22 вересня 2009 року на лейблі Prospect Park. Платівка дебютувала на 7 позиції у чарті Billboard 200 із приблизно 44 000 проданих копій протягом першого тижня. Цей альбом став останнім для басиста Метта Снелла, котрий покинув гурт в кінці 2010 року.

## Список пісень
Автор музики і слів Five Finger Death Punch і Кевін Чурко (якщо не зазначено інше). 
| #     | Назва                             | Тривалість |
| ----- | --------------------------------- | ---------- |
| 1.    | «Dying Breed»                     | 2:54       |
| 2.    | «Hard to See»                     | 3:29       |
| 3.    | «Bulletproof»                     | 3:16       |
| 4.    | «No One Gets Left Behind»         | 3:23       |
| 5.    | «Crossing Over»                   | 2:54       |
| 6.    | «Burn It Down»                    | 3:33       |
| 7.    | «Far from Home»                   | 3:32       |
| 8.    | «Falling in Hate»                 | 3:00       |
| 9.    | «My Own Hell»                     | 3:35       |
| 10.   | «Walk Away»                       | 3:42       |
| 11.   | «Canto 34»                        | 4:09       |
| 12.   | «Bad Company» (Bad Company кавер) | 4:22       |
| 13.   | «War Is the Answer»               | 3:20       |
| 45:16 |                                   |            |

| Додаткові пісні iTunes видання | Додаткові пісні iTunes видання | Додаткові пісні iTunes видання |
| #                              | Назва                          | Тривалість                     |
| ------------------------------ | ------------------------------ | ------------------------------ |
| 14.                            | «Walk Away» (Live)             | 3:40                           |
| 48:47                          |                                |                                |

| Додаткові пісні делюкс видання | Додаткові пісні делюкс видання | Додаткові пісні делюкс видання |
| #                              | Назва                          | Тривалість                     |
| ------------------------------ | ------------------------------ | ------------------------------ |
| 14.                            | «Succubus»                     | 3:09                           |
| 15.                            | «Undone»                       | 3:44                           |
| 52:09                          |                                |                                |

## Чарти
| Чарт (2009)            | Найвища позиція |
| ---------------------- | --------------- |
| Фінляндія Albums Chart | 14              |
| US Billboard 200       | 7               |
| США Independent Albums | 5               |
| США Rock Albums        | 4               |
| США Hard Rock Albums   | 3               |

### Річні чарти
| Рік  | Чарт              | Позиція |
| ---- | ----------------- | ------- |
| 2010 | США Billboard 200 | 152     |
| 2011 | США Billboard 200 | 179     |

## Учасники запису

### Five Finger Death Punch
- Айвен Муді – вокал
- Золтан Баторі – ритм-гітара
- Джейсон Гук – соло-гітара, бек-вокал
- Метт Снелл – бас-гітара, бек-вокал
- Джеремі Спенсер – ударні

### Додатковий персонал
- Кевін Чурко – продюсер
- Ренді Стауб – мастеринг